# Северо-Осетинский государственный академический театр имени В. В. Тхапсаева
Се́веро-Осети́нский о́рдена Трудово́го Кра́сного Зна́мени госуда́рственный академи́ческий теа́тр им. В. В. Тхапсаева (осет. Ирон театр) — драматический национальный театр в городе Владикавказ. Основан в 1935 году.
Здание театра — памятник архитектуры, выявленный объект культурного наследия России.
Художественный руководитель — заслуженный артист РСО-Алания и КБР Гиви Валиев.

## История
10 ноября 1935 года был открыт Северо-Осетинский государственный драматический театр. Театр располагался в здании Русского академического драматического театра им. Вахтангова.
Площадь, на которой находится здание театра, в дореволюционное время называлась как Апшеронская площадь в честь Апшеронского полка, который квартировался в казармах, расположенных около площади. На площади находилась Петропавловская апшеронская церковь, разрушенная в 1930-х годах. Около этого храма располагалось воинское кладбище, на котором хоронились участники Кавказской войны, участники войн с Турцией и погибшие в сражениях Первой мировой войны. Кладбище снесли в 1960-х годах и в 1968 году на его месте усилиями Первого секретаря Обкома партии Б. Кабалоева было построено современное крупное здание для осетинского театра на улице Карла Маркса.
Актёрами этого театра стали выпускники первой осетинской студии при ГИТИСе им. А. Луначарского. Воспитанники выдающихся актёров, режиссёров и педагогов мхатовской школы — В. Станицина, И. Раевского, Е. Марковой, — первого осетинского профессионального актёра Бориса Ивановича Тотрова — стали теми, кто заложил фундамент национального театра. Подготовленные ими дипломные спектакли «Платон Кречет» А. Корнейчука, «Лгун» К. Гольдони, французский фарс «Адвокат Патлен», «Летающий доктор» Ж.-Б. Мольера, были с восторгом приняты зрителем, а спустя некоторое время театр прочно вошёл в культурное пространство Осетии, став его любимым детищем. Этому способствовали первые профессиональные актёры театра: Соломон Таутиев, Владимир Баллаев, Серафима Икаева, Борис Борукаев, Пётр Цирихов, Маирбек Цаликов, Анна Дзукаева, Исай Кокаев, Афасса Дзугкоева, Владимир Макиев, Василиса Комаева и многие другие.
Вместе с выпускниками ГИТИСа выступали Владимир Тхапсаев и Варвара Каргинова, получившие профессиональную подготовку в студии Русского театра города Владикавказа; Николай Саламов, Тамара Кариаева, Юрий Мерденов, Константин Сланов, Елена Туменова, Исаак Гогичев, Вера Уртаева, Давид Темиряев, Борис Калоев, Зоя Кочисова, Виктор Галазов, Бексолтан Тулатов — воспитанники студии осетинского театра, ставшие впоследствии народными и заслуженными артистами России и РСО-Алания.
В формирование героико-романтических традиций, надолго определивших облик и творческий путь осетинского театра, большой вклад внесли режиссёры: заслуженный деятель искусств РФ Е. Маркова, педагог и первый режиссёр осетинского театра, режиссёры-педагоги: заслуженный артист РФ Маирбек Цаликов и Арсен Макеев.
Много лет на сцене театра творила режиссёр, народная артистка РСФСР Зарифа Бритаева, осуществившая на сцене театра легендарную постановку шекспировского «Отелло», а также мольеровского «Тартюфа», плиевского «Чермена».
Более полувека отдал театру режиссёр, драматург, народный артист РСФСР, лауреат Государственных премий РСФСР им. К. Станиславского и РСО-Алании им. К. Хетагурова Георгий Доментьевич Хугаев, много лет возглавлявший театр. За полувековую работу в театре он осуществил постановки более 100 спектаклей западноевропейской и русской классики, произведений драматургов ближнего и дальнего зарубежья.
Спектакль по пьесе У. Шекспира «Тимон Афинский», который в СССР был поставлен впервые, был удостоен в 1984 году Государственной премии РФ им. К. С. Станиславского. Георгию Хугаеву принадлежит идея создания и проведения во Владикавказе престижного на Северном Кавказе театрального фестиваля «Сцена без границ».

Значительную лепту в развитие национального театра внесли режиссёры последующих поколений — заслуженный деятель искусств РФ Маирбек Цихиев, заслуженный деятель искусств РСО-Алания и лауреат Государственной премии им. К. Хетагурова Роза Бекоева, заслуженный деятель искусств РФ и лауреат Государственной премии им. К. Хетагурова Анатолий Дзиваев, народный артист РСО-Алания, лауреат Государственной премии им. К. Хетагурова Анатолий Галаов и другие.
К этому времени были широко известны имена первых дореволюционных драматургов Е. Бритаева, Р. Кочисовой и Д. Короева, чьи пьесы ставились на сценах сельских и городских самодеятельных театров. Они внесли огромный вклад в развитие национальной драматургии, но осетинский театр нуждался в новых оригинальных пьесах, в которых бы был обобщён многовековой опыт духовно-исторического развития осетинского народа, его нравственные идеалы, особенности быта и национального характера. Этим требованиям отвечали первые пьесы молодых советских осетинских литераторов: «Чермен» Г. Плиева «Таймураз» С. Кайтова, «Мать сирот» Д. Туаева, «Перед грозой» Е. Уруймаговой, «Чёрная девушка» Р. Хубецовой, «Мстители» Д. Темиряева, «Сармат и его сыновья» Н. Саламова — положивших начало героико-романтической направленности осетинского театра.
Значительное место в репертуаре театра всегда занимала народная комедия. Именно она первой в осетинской драматургии пробила себе дорогу на всесоюзную сцену. Во многих театрах страны, шли в своё время «Женихи» А. Токаева, «Муж моей жены» Г. Хугаева, «Я не женюсь» И. Гогичева, «Две свадьбы» Н. Саламова и З. Бритаевой. Одна из самых любимых народом комедий «Желание Паша» на протяжении многих лет пользуется у зрителя успехом и не сходит с афиш театра.

## Труппа

### Выдающиеся артисты театра
- Владимир Тхапсаев (1910—1981), народный артист СССР
- Николай Саламов (1922—2003), народный артист СССР
- Варвара Каргинова (1908—1975), народная артистка РСФСР
- Владимир Баллаев (1911—1995), народный артист РСФСР
- Константин Сланов (1926—1998), народный артист РСФСР
- Елена Туменова (1919—2005), народная артистка РСФСР
- Зарифа Бритаева (1919—2001), народная артистка РСФСР
- Бимболат Ватаев (1939—2000), народный артист РСФСР
- Тамара Кариаева (1915—1989), народная артистка РСФСР
- Серафима Икаева (1909—1993), народная артистка РСФСР
- Георгий Хугаев (1922—2005), народный артист РСФСР
- Маирбек Икаев (1927—2004), народный артист РФ
- Константин Бирагов (1936—1999), народный артист РФ
- Юрий Мерденов (1928—2007), заслуженный артист РСФСР
- Исаак Гогичев (1930—1996), заслуженный артист РСФСР
- Вера Уртаева (1927—2014), заслуженная артистка РСФСР
- Бексолтан Тулатов (1931—2020), заслуженный артист РСФСР
- Соломон Таутиев (1909—1946), народный артист Северо-Осетинской АССР
- Маирбек Цаликов (1911—1998), заслуженный артист РСФСР
- Цецилия Джатиева (1923—1960)
- Казбек Суанов (1946—2024), заслуженный артист РСФСР, народный артист Республики Северная Осетия-Алания

### Современная труппа
Заслуженные артисты России:
- Казбек Губиев,
- Светлана Медоева,
- Тамерлан Сабанов,
- Ахсарбек Бекмурзов,
- Альберт Фидаров,
- Замира Меликова

Народные артисты Республики Северная Осетия-Алания:
- Нелли Хубаева,
- Ирина Дзасохова,
- Анатолий Галаов,
- Эдуард Тигиев
- Алла Дзгоева,
- Лактемир Дзтиев,
- Павел Кабисов,
- Жанна Габуева,
- Диана Черчесова,
- Залина Галазова,
- Замира Меликова,
- Алан Албегов,
- Аслан Таугазов,
- Тамара Персаева

## Главные режиссёры
- 1935—1939 — Елена Маркова
- 1939—1944 — Василий Фотиев
- 1944—1948 — Елена Маркова
- 1950—1966 — Зарифа Бритаева
- 1966—1976 — Георгий Хугаев
- 1976—1981 — Зарифа Бритаева[5]
- 1981—2005 — Георгий Хугаев
- 2017—2018 — Владислав Колиев[6]
- 2018—2020 — Гиви Валиев[7]
- 2020 — наст. время Тамерлан Сабанов[8]